# Dora (sångare)
Dora Maria Reis Dias de Jesus, född 20 maj 1966 i Lissabon, är en portugisisk sångerska.
Dora deltog i Festival da Canção 1986 med låten Não Sejas Mau Para Mim och vann. I Eurovision Song Contest samma år kom hon på en fjortondeplats (av tjugo tävlande) med tjugoåtta poäng. Hon släppte låten på engelska (You're hurting me) samma år. Hon släppte även singlarna Easy/17 Seventeen (1986), Our Love (1986) och Já Dei/Lies (1987). Hon återkom till Festival da Canção 1988, och tävlade med två bidrag: Déjà-vu och Voltarei. Hon vann med den senare och i Eurovision Song Contest kom hon på en artondeplats (av tjugoen tävlande) med fem poäng. Efter en kort musikalkarriär gifte hon sig och flyttade till Brasilien. Hon lade därmed ned sin musikkarriär.